# Декстеаген, Ульф
Ульф Декстеаген (швед. Ulf Dextegen; род. 16 ноября 1960 г.) — шведский фридайвер и гипнотерапевт, многократный чемпион и рекордсмен Швеции (2008, 2009, 2011, 2012, 2013 гг, 8 мин 43 сек), в статике бронзовый призёр чемпионатов мира 2009 и 2011 гг. Личный рекорд на тренировке: 9 мин 11 сек.
Известен экспериментами над собой с измененными состояниями сознания, гипнозом и самогипнозом. После успешного курса лечения от стресса и будучи офисным работником, заинтересовался гипнозом в 2006 году. Пройдя начальные курсы обучения гипнозу и фридайвингу, использовал статическую задержку дыхания для проверки эффективности изменённого состояния сознания в обучении и спортивных тренировках. Ради «чистоты эксперимента», отказался от специальной физической подготовки и спортивного режима и диет, и несмотря ни на возраст, ни на средний объём легких, за два года тренировок статики прошел путь от новичка до рекордсмена Швеции и второго в мировом рейтинге в статике в 2008 году.
Уйдя в 2013 году из соревновательного спорта, Декстеаген обучает самогипнозу физкультурников и спортсменов в различных дисциплинах: «Психологическая составляющая на пути к успеху может быть велика. Я не был уверен в своем спортивном будущем, но опыт над собой превзошел ожидания».